# Ondrej Beňo
Ondrej Beňo (4. června 1920 Turany – 25. března 1976 Bratislava) byl slovenský a československý politik Komunistické strany Slovenska a poslanec Sněmovny lidu Federálního shromáždění za normalizace.

## Biografie
Byl účastníkem Slovenského národního povstání. Bojoval v partyzánské jednotce M. R. Štefánika. V období let 1945–1951 pracoval jako velitel závodní stráže a vychovatel učňovského dorostu v podniku Drevina Turany. V letech 1951–1957 byl účetním v JZD Turany a pak v letech 1958–1976 předsedou tohoto JZD, které pod jeho vedením dosahovalo dobrých výsledků. V letech 1965–1966 absolvoval funkcionářský kurz s maturitou při SPTŠ v Žilině. K roku 1971 se profesně uvádí jako předseda JZD.
Angažoval se i politicky. V roce 1948 vstoupil do KSČ. V letech 1949–1953 se Ondrej Beňo uvádí jako účastník zasedání Ústředního výboru Komunistické strany Slovenska. V letech 1950–1960 byl členem pléna Krajského výboru KSS v Žilině. V letech 1968–1976 členem předsednictva Krajského výboru KSS pro Středoslovenský kraj. V roce 1945 získal Československý válečný kříž 1939, roku 1967 vyznamenání Za vynikající práci, roku 1969 vyznamenání Za zásluhy o výstavbu a roku 1974 mu byl udělen Řád práce.
Ve volbách roku 1971 zasedl do Sněmovny lidu (Středoslovenský kraj). Ve Federálním shromáždění setrval až do své smrti roku 1976. Kromě toho zasedal v ONV v Martině.